# Vasilij Nikanorovič Šenšin
Vasilij Nikanorovič Šenšin (rusko Василий Никанорович Шеншин), ruski general, * 1784, † 1831.
Bil je eden izmed pomembnejših generalov, ki so se borili med Napoleonovo invazijo na Rusijo; posledično je bil njegov portret dodan v Vojaško galerijo Zimskega dvorca.

## Življenje
9. decembra 1797 je vstopil v vojaško službo in 30. septembra naslednje leto je bil povišan v zastavnika. Leta 1805 je sodeloval v bojih v Avstriji in leta 1807 proti Francozom; proti tem se je odlikoval v bojih in bil povišan v stotnika.
14. aprila 1809 je bil povišan v polkovnika in premeščen v Arhangelogorodni mušketirski polk, ki je bil v sestavi Donavske armade. Sodeloval je v bojih proti Turkom (1809-11) in 17. junija 1811 je postal poveljnik polka. 
Med veliko patriotsko vojno se je odlikoval v bojih proti Francozom in bil 15. septembra 1813 povišan v generalmajorja. 6. maja 1814 je postal poveljnik 2. brigade 8. pehotne divizije, 18. februarja 1818 poveljnik 1. brigade 23. pehotne divizije, 29. maja 1821 poveljnik Finskega polka, od 7. februarja 1823 poveljnik 1. brigade 2. gardne pehotne divizije in od 14. marca 1825 poveljnik 1. brigade 1. gardne pehotne divizije. Njegova brigada je bila med prvimi, ki so 14. decembra 1825 prisegli novemu carju Nikolaju I. Naslednji dan je bil povišan v generaladjutanta in 22. avgusta 1826 v generalporočnika.
Sodeloval je v vojni proti Turkom (1828-29) in 23. septembra 1828 je postal poveljnik 1. gardne pehotne divizije. Leta 1831 se je udeležil poljske kampanje.
Umrl je za kolero.